# Sparing
Spáring je oblika treninga, ki je skupen več različnim borilnim športom. Čeprav se osnovna forma spreminja, je v bistvu relativna »prosta oblika« bojevanja, z zadostno - zadovoljivo postavljenimi pravili ali dogovori pri katerih so poškodbe malo verjetne. Z razširitvijo se včasih, tudi prepirljiva debata imenuje »verbalni sparing«.

## Razlikovanja med različnimi stili
Fizikalna narava sparinga po navadi varira med naravo znanj, ki so namenjena, oziroma nagnjena k razvoju; sparing kot oblika udarne (borilne) veščine, kot je Chun KuK Do se bo po pravilih (naravi) začela tako, da sta udeleženca (borca) postavljena vsak na svojo stran ringa, točke pridobita tako, da izvedeta udarce v mesto, ki služi za dosego točk, ter pridobita kazen za udarce, ki bodo izvedeni v nedovoljeni predel, ali z izstopitvijo iz ringa. Sparing v oprijemalni (zgrabitveni) veščini kot je to pri judu, se lahko začne tako, da se nasprotnika opirata drug na drugega, ter konča, tako, da se ločita drug od drugega. Organizacija sparing borb se lahko prav tako spreminja; če se nasprotnika (udeleženca ali borca) poznata med seboj zelo dobro ali pa sta prijatelja, je za njiju lahko dovolj le da uprizorita preprosto borbo kot igro, brez pravil, sodnikov in časovne omejitve. Pri sparingu, ki poteka med neznancema je prisotna tudi čustvena napetost. Če je potrebno sparing oceniti (ovrednotiti), je spodobno (primerno) formalno predstaviti pravila ter imeti izkušenejšega mojstra borilnih veščin kot nadzornika ali sodnika, ki nadzoruje potek sparing borbe. V nekaterih borilnih šolah je s samim vstopom v le te, pridobljeno dovoljenje začeti sparing. Razlogi za to odločitev so, da se učenec mora naučiti kako se soočiti s hitrimi, močnimi in odločnimi napadalci. Spet v drugih šolah je priporočljivo, da mora učenec počakati nekaj mesecev preden vstopi v sparing, iz varnostnih razlogov, kajti prvo se mora naučiti (nadgraditi) svoje sposobnosti in znanje, ki ga bo potem lahko idealno uporabljal v svoji sparing vadbi. Sparing se navadno razlikuje od borbe na tekmovanjih, običajno je cilj sparinga izobrazba (urjenje) udeleženca (učenca).

## Uporaba in Šport
Izobraževalna pravila sparinga so lahko tema ali stvar debate. V vsaki sparing borbi, morajo biti sprejeti preventivni ukrepi za zaščito borca (udeleženca). To lahko vključuje tudi nošenje zaščitne opreme, razjasnitev (razglasitev) določenih tehnik in tarč izven meja, ki niso dovoljena, počasno prikazovanje tehnike ali na standardni in dogovorjeni hitrosti, prepoveduje določene vrste prevar ali katere koli druge možnosti izven pravil. Ti ukrepi imajo potencial, da spremenijo naravo veščin, ki so bila naučena. Za primer lahko vzamemo, ko nekdo vedno sparira s težko podloženimi rokavicami se le ta pogosto mora zanesti na različne borile tehnike ki pa lahko povzročijo zlome samih kosti v roki. Veliko borilnih šol prepozna ta problem, vendar hkrati razume pomen borbe saj le ta prisili učenca v improvizacijo, razmišljanje pod pritiskom ter jih nauči kontrolo nad lastnimi emocijami-čustvi. Stopnja kontakta pri sparingu je tudi stvar debate, saj lahki kontakt vodi k zmanjšani vrednosti poškodb, hkrati pa težji kontakt bolje pripravi posameznika na tekmovanje – borbo ali samoobrambo. Nekateri športi, kot so sanda, tekvondo, muay thai, kyokushin kaikan, karate, kendo in mešane borilne veščine (K-1, UFC…) uporabljajo sparing s polnim kontaktom oz. stikom.

## Imena in Tipi
Sparing ima različna imena in različne oblike v raznolikih borilnih šolah. Nekatere borilne šole ne podpirajo poimenovanje sparing, saj se le ta po njihovem razlikuje od normalnega naziva sparing.
• V Brazilskem Jiu – Jitsu sparing običajno pomeni valjanje.
• V boksu, sparing pomeni sparing.
• V borilni veščini capoeira, najbližji zaznamek sparingu je jogo (igranje v roda).
• V Kitajskih borilnih veščinah, sparing sprva pomeni trening s posamezno izvedbo udarca, kasneje pa tudi kot kombinacija prostega stila treninga z dolgim, srednjim in kratkim dosegom tehnike. Poglej sanshou, porivajoče roke.
• V številnih Japonskih borilnih veščinah, se lovilni – oprijemalni tip sparinga imenuje randori.
• V judu prepoznamo sparing ena na ena
• V številnih oblikah aikida, je formalna oblika sparinga, pri katerem se eden aikidoka brani nasproti številnim napadalcem.
• V karateju, se sparing imenuje kumite (組手)
• Pri tekvondoju, je sparing imenovan kyorugi pri verziji WTF (World Taekwondo Federation – Svetovna tekvondojska zveza) in matsogi pri verziji ITF ( International Taekwondo Federation – Mednarodna tekvondojska zveza).
• Pri verziji WTF, so v ospredju napadi z nožno tehniko, v nasprotju z verzijo ITF, pri kateri se spodbuja uporaba rok in nog. Pri verziji ITF se sparing borba ne odvija vedno v zaščitnih čeladah, vendar se v določenih organizacijah pojavlja tudi takšna forma sparinga.
• Pri borilni veščini silat, je dejanje sparinga lahko naslovljeno z besedama berpencak ali bersilat. Druga verzija tekmovanja je silat pulut pri katerem vaditelji izmenično spreminjajo poteze drug drugega.
• Pri Zahodnem sabljanju, vključno z zgodovinskim sabljanjem, je borba po pravilih imenovana in prevedena iz Angleškega jezika »prosta igra«, »napad« ali preprosto »sabljanje«.